# Montan

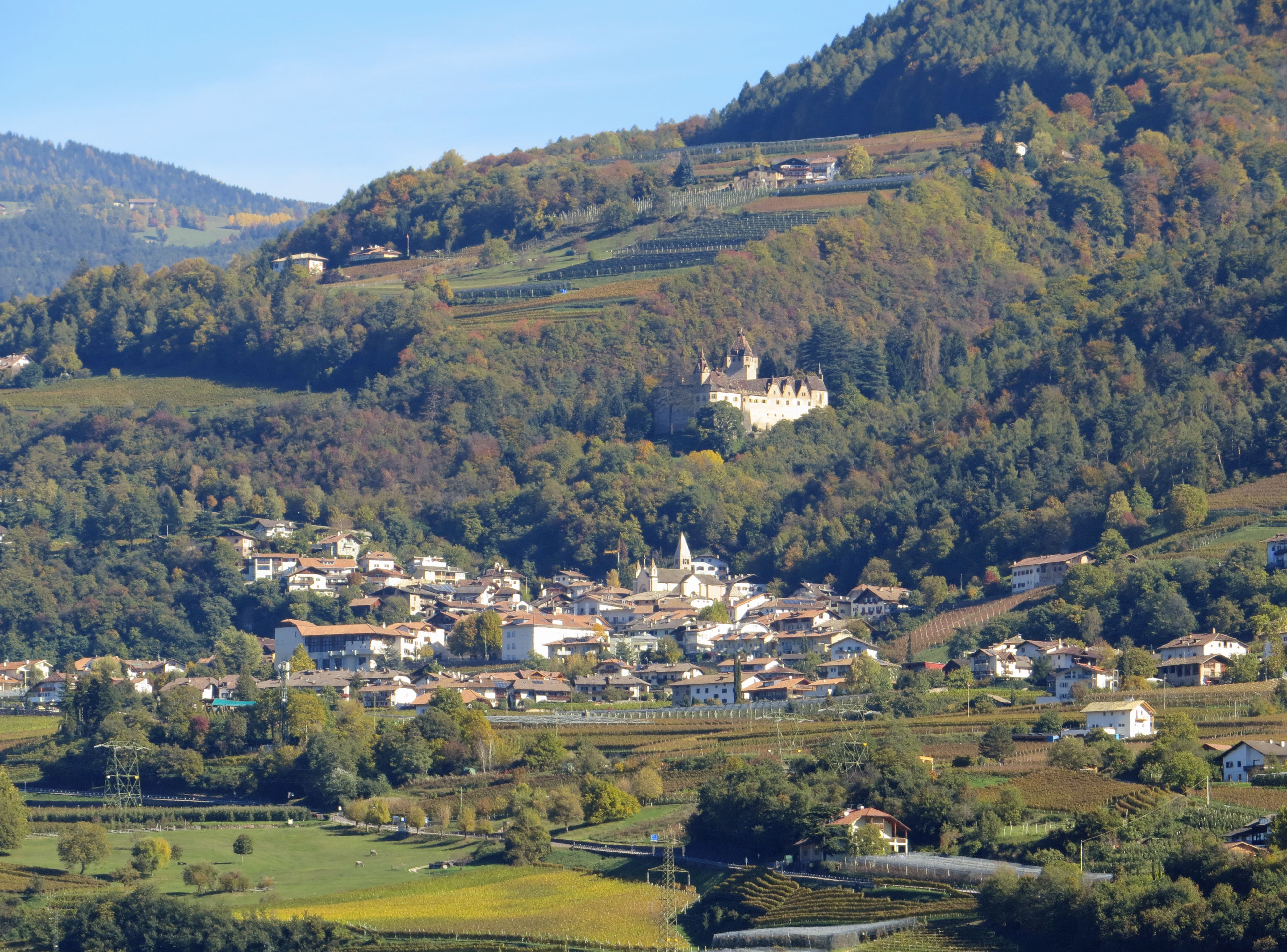
Montan von Südwesten mit Schloss Enn

Montan an der Weinstraße ([mɔnˈtaˑn]; italienisch Montagna sulla Strada del Vino) ist eine Gemeinde mit 1728 Einwohnern (Stand 31. Dezember 2023) im Südtiroler Unterland in Italien, etwa 15 Kilometer südlich von Bozen. Die reizvolle Steillage und Umgebung – Blick über das Unterland, auf den Kalterer See und den gegenüberliegenden Mendelkamm – brachten dem Ort, der einige alte Bürgerhäuser aufweist, auch Fremdenverkehr.

## Geographie

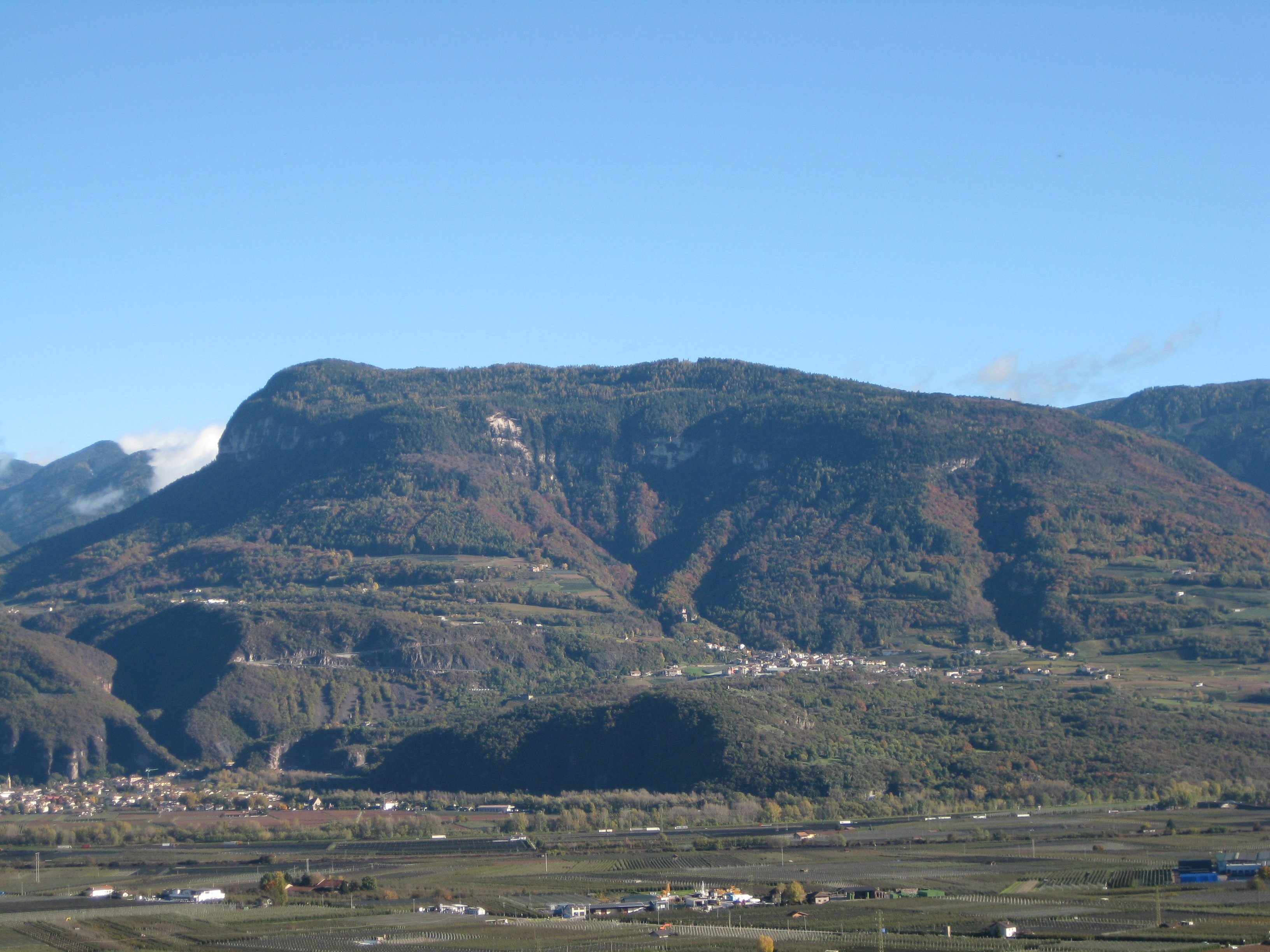
Der breite Rücken des Cislon mit dem auf einer Terrasse vorgelagerten Montan von der gegenüberliegenden westlichen Talseite aus gesehen

Die Gemeinde Montan, insgesamt 18,91 km² groß, dehnt sich an der orografisch linken, östlichen Talflanke des Etschtals aus, das zwischen Bozen und der Salurner Klause als Unterland bezeichnet wird. Dementsprechend wird Montan aufgrund seiner erhöhten Lage landeskundlich mitunter dem Gebiet Unterland-Berg zugerechnet und ist der Bezirksgemeinschaft Überetsch-Unterland zugeteilt. Die Hauptsiedlungsflächen der Gemeinde befinden sich auf einer mittelgebirgigen Hangterrasse, die dem Hauptort Montan (390–530 m s.l.m.) sowie etwas südlich davon den beiden Fraktionen Pinzon (390–430 m) und Glen (520–580 m) Platz bietet. Westlich dem Hauptort vorgelagert ragt der Hügel von Castelfeder (405 m) zwischen Neumarkt und Auer in das Etschtal hinein. Die Gemeinde Montan nimmt unterhalb des Hügels auch eine kleine Fläche des Talbodens an den Einmündungen des Branzoller Grabens und des Schwarzenbachs in die Etsch ein. 
Östlich vom Hauptort steigt das Gelände zum Cislon (1563 m) an, einem Bergrücken des zu den Fleimstaler Alpen gezählten bewaldeten Höhenzugs, der das Unterland vom Fleimstal trennt. Dieser ist zu großen Teilen im Naturpark Trudner Horn unter Schutz gestellt und trägt die Gemeindegrenze zu Truden. Im Norden steigt das Gelände zunächst zur Terrasse der Streusiedlung Kalditsch (550–750 m) an, ehe es steil in das Holental abfällt, in dem die Gemeindegrenze zu Aldein verläuft; im Nordosten erreicht ein schmaler Gebietsstreifen noch einen Teil der Ortschaft Kaltenbrunn (970–1000 m). Im Süden überquert ein weiterer Gebietsstreifen das Mühlental mit dem Trudner Bach und besetzt – an Truden, Neumarkt, Salurn und Capriana im Trentino grenzend – die nordwestlichen Hänge des Trudner Horns (1781 m), wo sich der kleine Ort Gschnon (930–960 m) befindet.

## Geschichte

### Frühgeschichte
Funde aus vorchristlicher Zeit belegen, dass bereits in jener Zeit Menschen im Gebiet von Montan gelebt haben, etwa auf dem Burghügel von Schloss Enn, auf Castelfeder und in Kalditsch. Forschungsergebnisse der Sprachwissenschaft im Bezug auf Flur- und Ortsnamen untermauern diese Annahme. Örtlichkeitsnamen vorrömischen (Gomaroa, Tschalfai) und romanischen Ursprungs (Kalditsch, Montan, Glen, Pinzon) lassen auf eine rege Siedlungstätigkeit in den Jahrhunderten vor und nach Christi Geburt schließen.

### Mittelalter
Frühestens ab 955 erfolgte die Kolonisation durch bairische Siedler, diese fand im 12. Jahrhundert ihren Höhepunkt und in der Mitte des 13. Jahrhunderts ihren Abschluss. Im Jahr 1133 ist eine Besitzung des Klosters Weyarn im Gericht Enn belegt, 1181 eine Besitzung des Klosters Sonnenburg in Kalditsch. Die Herren von Enn begegnen seit der Mitte des 12. Jahrhunderts in Montan.
Im Jahr 1435 war Pfarrer Hans Hach von Montan („her Hans Hach pharrer zu Montæny“) Mitglied der Südtiroler Priesterschaft, die sich zur Abhaltung des Österreichischen Jahrtags an der Marienpfarrkirche Bozen verpflichtete.

### Neuzeit
Montan gehörte bis zum Ende des Ersten Weltkriegs zur Grafschaft Tirol und damit zu Österreich-Ungarn. Innerhalb Tirols war Montan dem Gerichtsbezirk Neumarkt zugeordnet, der wiederum Teil des Bezirks Bozen war. Mit dem Vertrag von Saint-Germain kam Montan 1920 zusammen mit dem Großteil Tirols südlich des Alpenhauptkamms zu Italien. Als 1927 auf diesen ehemals österreichischen Gebieten die beiden Provinzen Bozen und Trient entstanden, wurde Montan wie auch einige andere umliegende Gemeinden der mehrheitlich italienischsprachigen Provinz Trient zugeschlagen. Erst 1948 wurde Montan in die Provinz Bozen bzw. Südtirol eingegliedert.

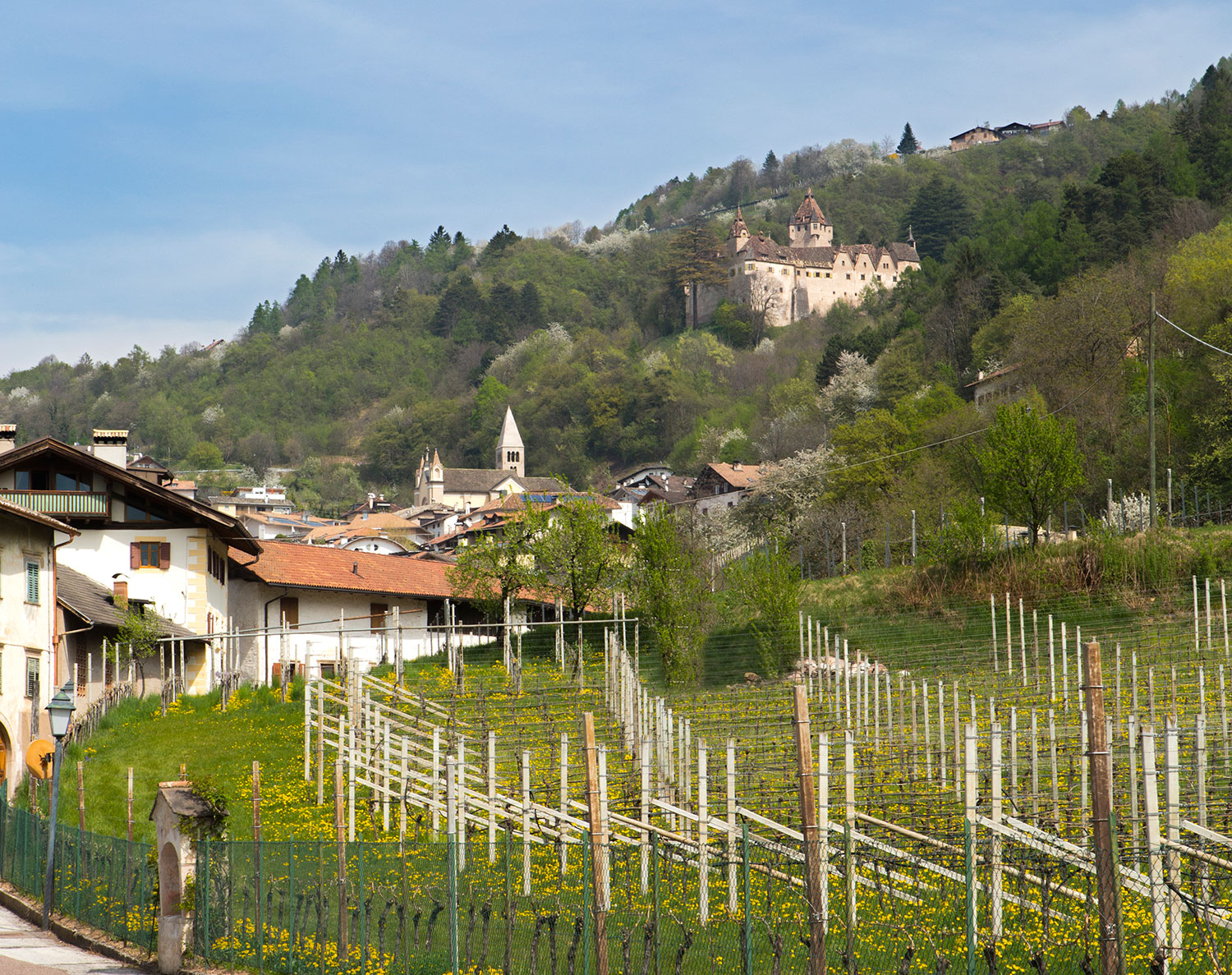
Montan von Süden aus gesehen. Im Hintergrund Schloss Enn.

## Ortsname
Montan ist erstmals 1215 als Montana genannt und geht auf lateinisch montanea ‚in Berglage‘ zurück.
Seit 2023 trägt die Gemeinde den werblichen Zusatz „an der Weinstraße“ im amtlichen Namen.

## Politik
Gemeindevorsteher:
- Michael Rizzolli: 1855, 1857
- Franz Weissensteiner: 1866
- Josef Wegscheider: 1886–1888
- Emil Leys-Paschbach: 1888–1918
- Franz March: 1918–1922
- Jakob Pichler: 1922–1924

Kommissarische Bürgermeister:
- Alois Pernter: 1943–1945[10]
- Jakob Pichler: 1945–1952[11]

Bürgermeister seit 1952:
- Alfred March: 1952–1964
- Josef Wegscheider: 1964–1980
- Otto Nussbaumer: 1980–1990
- Alois Amort: 1990–2010
- Monika Delvai Hilber: 2010–2025
- Leo Tiefenthaler: seit 2025

## Bevölkerung
Montan ist gemäß den erhobenen Sprachgruppenzugehörigkeitserklärungen bzw. Sprachgruppenzuordnungserklärungen eine weitgehend deutschsprachige Gemeinde. Als Berechnungsgrundlage der folgenden Prozentwerte wurden die gültigen Erklärungen von Personen mit italienischer Staatsbürgerschaft herangezogen.
| Sprache     | 1981    | 1991    | 2001    | 2011    | 2024    |
| ----------- | ------- | ------- | ------- | ------- | ------- |
| Deutsch     | 93,81 % | 92,92 % | 93,82 % | 92,54 % | 91,92 % |
| Italienisch | 5,82 %  | 6,48 %  | 6,04 %  | 6,94 %  | 7,71 %  |
| Ladinisch   | 0,38 %  | 0,60 %  | 0,15 %  | 0,52 %  | 0,37 %  |

## Bildung
In der Gemeinde bestehen Bildungseinrichtungen für die deutsche Sprachgruppe: Im Hauptort Montan und in Kaltenbrunn gibt es Kindergärten; die einzige Grundschule ist im Hauptort angesiedelt.

## Verkehr
Für den Kraftverkehr ist die Gemeinde in erster Linie durch die SS 48 erschlossen. Die einstmals verkehrende Fleimstalbahn wurde 1963 aufgelassen.

## Sehenswürdigkeiten
- Castelfeder ist eine prähistorische und römische Siedlung auf einem strategisch wichtigen Porphyrhügel bei Montan (Südtirol) oberhalb von Auer und stellt eine mehrfach gegliederte geräumige Kuppe dar. Die „Oberburg“ erhebt sich rund 190 m über der Talsohle und liegt auf 405 Meter Seehöhe.
- Schloss Enn
- Hans-Klocker-Altar, Flügelaltar des Meisters Hans Klocker aus Brixen in der Kirche St. Stefan von Pinzon
- Auf dem Friedhof befindet sich die Grabstätte des in Südtirol als „Totengräber Südtirols“ bezeichneten italienischen Nationalisten Ettore Tolomei (1865–1952). Tolomei hatte 1905 den Thalerhof in Glen (Ortsteil von Montan) erworben und 1906 bezogen. Mit Beginn des Ersten Weltkriegs 1914 verließ Tolomei Montan und ließ sich in Rom nieder, um dort für die Annexion Welschtirols und Südtirols bis zur Brennergrenze an Italien zu werben und zu planen. Immer wieder sorgen am Grabmal Tolomeis Kranzniederlegungen und Kundgebungen von italienischen neofaschistischen Politikern und Organisationen für Aufsehen. Heute wird das Grabmal regelmäßig von den Carabinieri geschützt, nachdem es immer wieder von Südtirolaktivisten beschädigt worden war. Anfang der 1960er-Jahre wurde auch ein Bombenanschlag auf den Thalerhof verübt.
- Die ehemalige Trasse der Fleimstalbahn ist ein beliebtes Ausflugsziel in Montan. Diese Bahnlinie wurde im Ersten Weltkrieg errichtet. Die Trasse beginnt in Auer und führte ursprünglich bis nach Predazzo. Der sehr gut erhaltene Streckenabschnitt von Auer bis San Lugano wird heute als Trasse der Radroute 6 „Fleimstal“ genutzt. Besonders im Abschnitt von Montan bis Glen bietet er eine gute Sicht über das Südtiroler Unterland.

## Persönlichkeiten
- Emil Leys-Paschbach (* 12. April 1853 in Wien; † 21. Februar 1927 in Montan), Politiker und Ökonom

## Partnerstädte
- Nürnberg (Deutschland) seit 2005[16]
- Lans (Österreich) seit 2021